# Pierrier à boîte

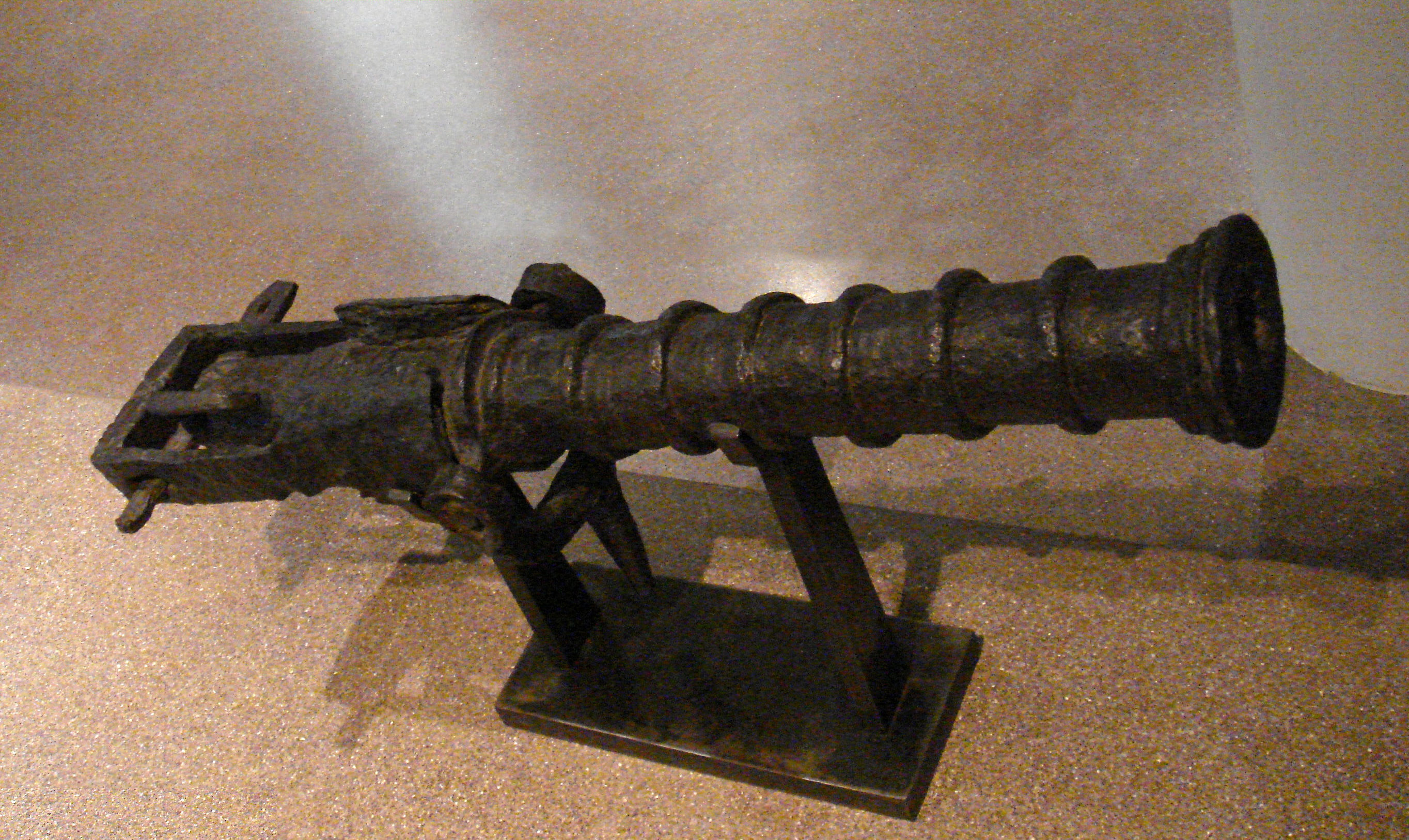
Pierrier à boîte en fer forgé de 1410. Longueur: 72 cm, calibre: 38 mm, poids: 41,190 kg.

Un pierrier à boîte est un type de pierrier à chargement par la culasse inventé au XIVe siècle, pouvant pivoter sur un émerillon. Le chargement est effectué en insérant une chambre amovible ayant la forme d’un mug, contenant la poudre à canon et le projectile. Plusieurs chambres peuvent être préparées à l’avance, ce qui permet d’obtenir une cadence de tir relativement élevée en les utilisant successivement, ce qui en fait une arme efficace pour un rôle antipersonnel. Le pierrier à boîte a été utilisé pendant plusieurs siècles, tant en Europe qu’en Asie et en Afrique. 

## Caractéristiques techniques

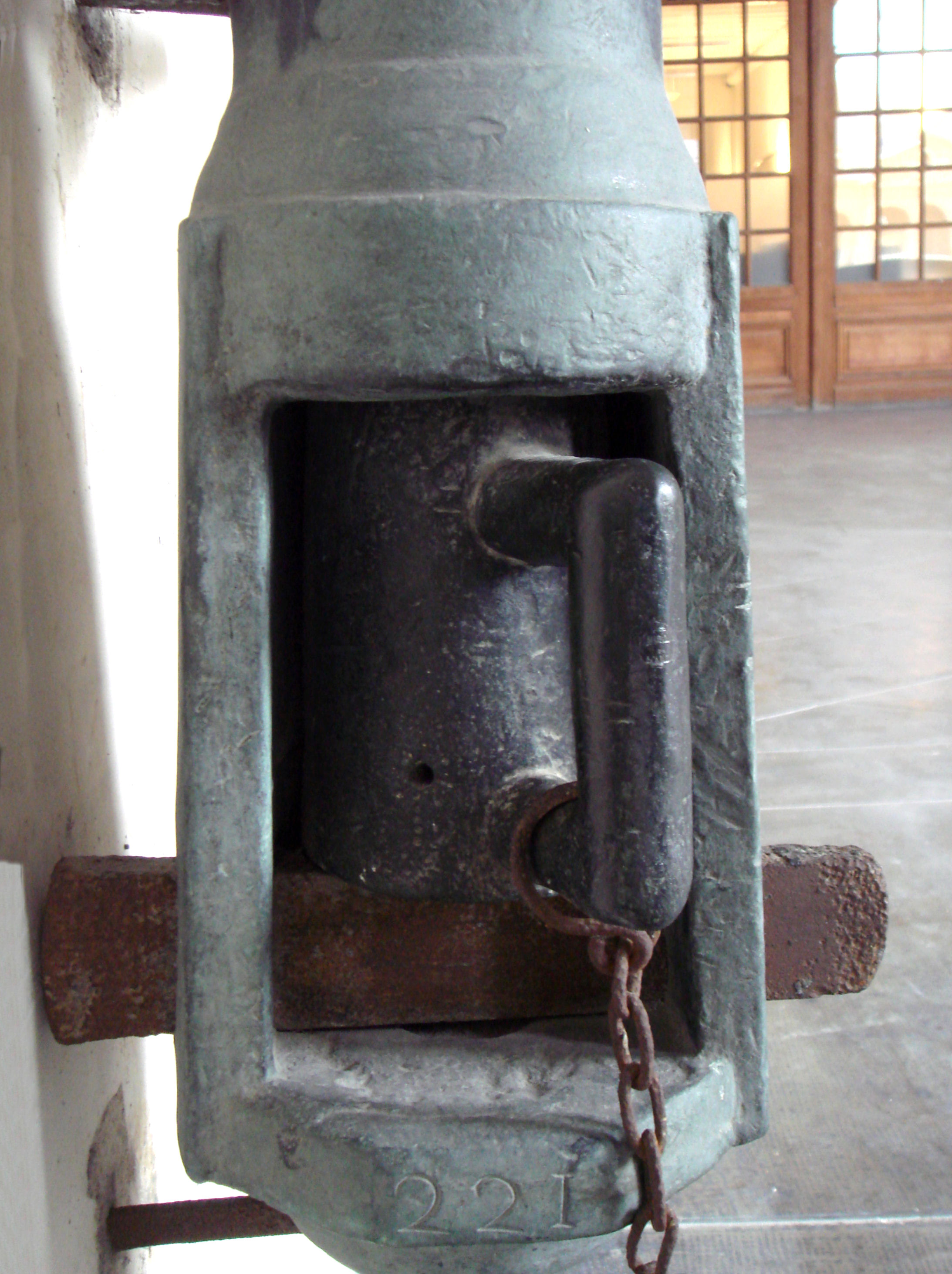
Chambre d’un pierrier à boîte, avec le coin utilisé pour la verrouiller.

Les armes à chargement par la culasse sont habituellement considérées comme une innovation moderne facilitant le chargement des canons. Cependant, les pierriers à chargement par la culasse ont été inventées au XIVe siècle, et utilisées par de nombreux pays — européens ou non — à partir du XVIe siècle. Les noms qui leur sont attribués sont variables : pierrier à boîte en français, murderer (meurtrier) en anglais, berços en portugais, versos en espagnol, Stangenbüchse en allemand, 佛朗机炮/佛朗機砲 (folangji), «canon Franc», en chinois, 불랑기포[佛郞機砲] (bulang kipo) en coréen, canon Franc (仏郎機砲, furanki) ou canon-enfant (子砲) en japonais , ou cetbang en javanais.  
Certains exemplaires de pierrier à boîte ont été utilisés jusqu'au XXe siècle. 
La mise au point et l’utilisation du pierrier à boîte remonte à 1336. L’arme est chargée d’une chambre amovible en forme de mug, préalablement garnie avec la poudre à canon et le projectile. Celle-ci est mise en place à l’arrière du pierrier, verrouillée avec un coin, puis l’arme est mise à feu. Le chargement de la chambre pouvant être effectué hors du canon, le pierrier à boîte permet une cadence de tir élevée pour l’époque. Cependant, le système de chambres amovibles cause d’importantes fuites de gaz, entraînant une perte de puissance. La chambre peut être chargée avec un boulet, pour le tir contre les structures, ou à la mitraille, pour le tir antipersonnel. 
Une description d’époque d’un pierrier à boîte présente un modèle pesant 118 kg,  muni de trois chambres pesant chacune 18 kg, pouvant tirer 280 g de plomb.  

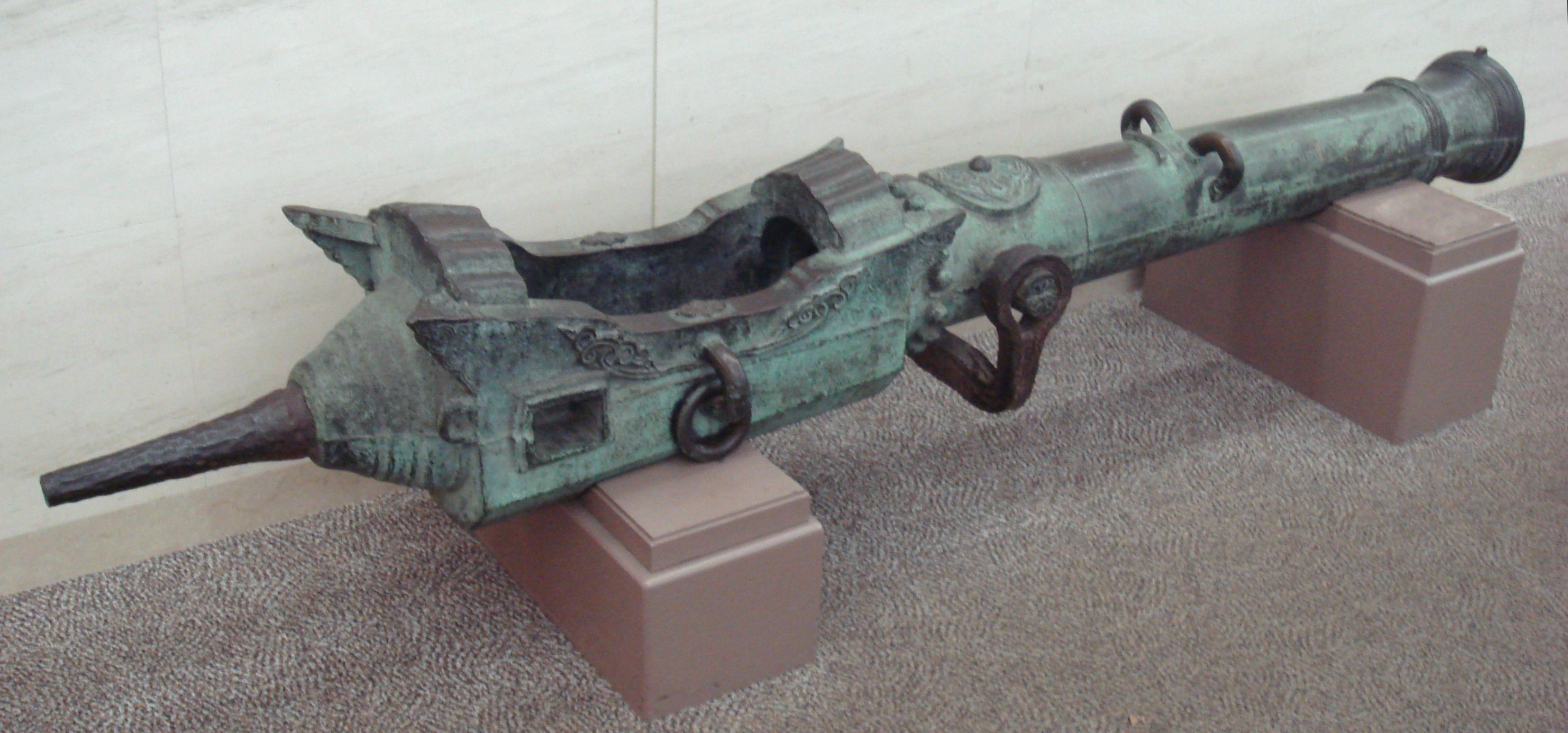
Pierrier à boîte japonais du XVI, ayant appartenu à Ōtomo Sōrin, probablement coulé à Goa, en Inde portugaise. Calibre 95 mm, longueur 2,88 m.

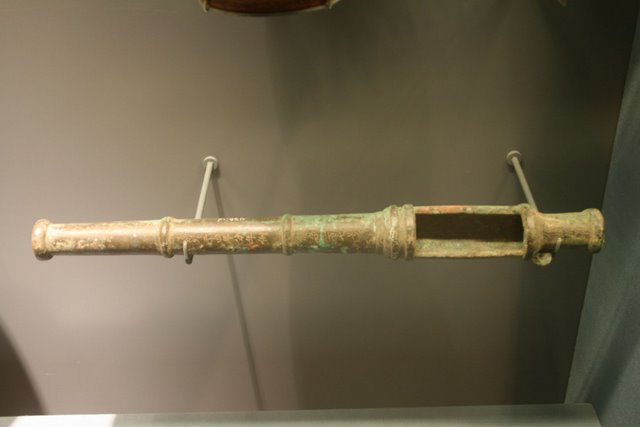
Pierrier à boîte en bronze d’époque Ming.

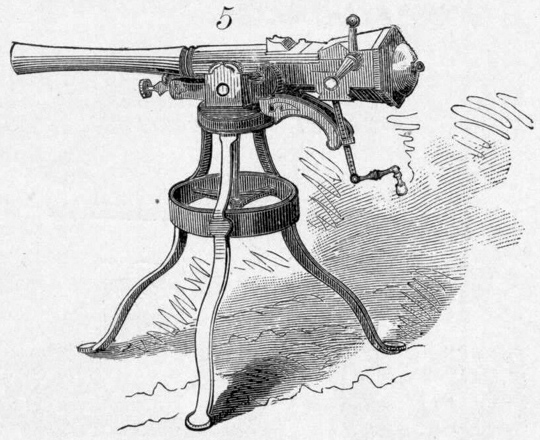
Pierrier à boîte abandonné à Munich en 1632 par Gustave II Adolphe.

Le pierrier à boîte a été mis au point en Europe au Moyen Âge, entre autres en tant qu’alternative à bon marché aux canons à chargement par la bouche, le bronze dont ils étaient composés étant beaucoup plus cher que le fer. Cependant, le coulage de la fonte de fer n’étant pas encore maîtrisé, les armes en fer doivent être réalisées par  assemblages de barres de fer forgé, martelées ensemble et maintenues avec des arceaux semblables à ceux des tonneaux. Cette méthode permettant difficilement la conception d’une arme en une seule pièce, une conception avec culasse et fût séparés était plus simple,. 
À partir du XVIe siècle, le coulage de la fonte étant maîtrisé en Europe, la production se tourne vers les armes à chargement par la bouche. C’est à cette époque que les pierriers européens commencent à être utilisés en Chine, en remplacement des armes d’origine locale à chargement par la bouche ; la forte efficacité antipersonnel du pierrier à boîte paraissant préférable à la puissance du boulet de canon. 
Toutefois, le pierrier à boîte a continué à être utilisé en Europe où, dès le XVIIe siècle, se trouvent des modèles présentant une puissance de feu proche de celle des premières mitrailleuses comme la mitrailleuse Reffye. 

## Utilisation

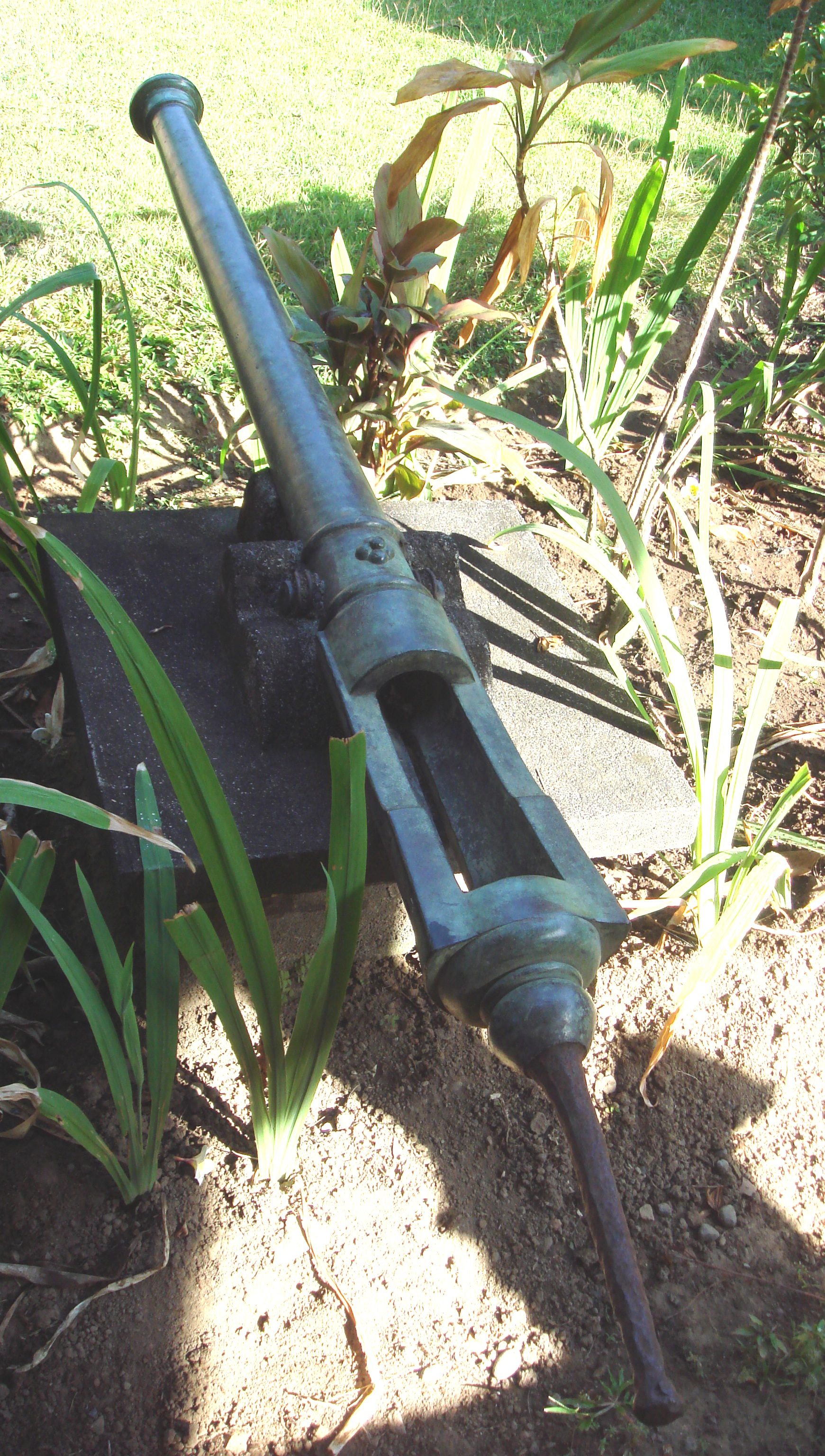
Cetbang balinais.

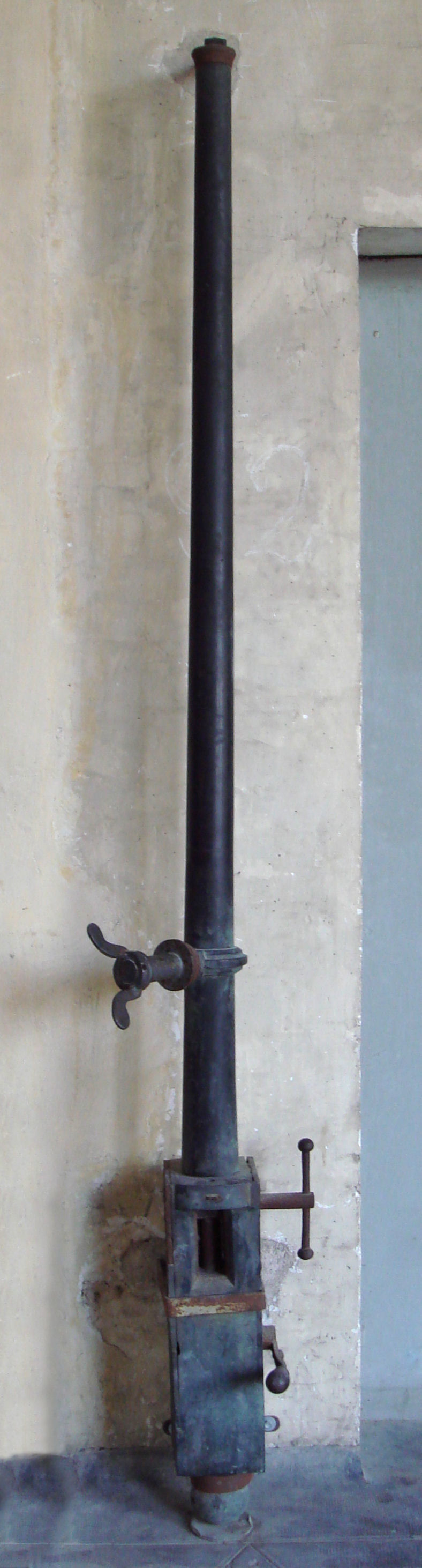
Pierrier à boîte américain de 1890, modèle en acier de (calibre 30 mm à canon rayé, 2.30 m de long), capturé à Madagascar en 1898.

En Europe, les pierriers à boîte sont utilisés sur les gaillards des navires de guerre, et également pour l’armement des fortifications. 
En Asie, à Java, des pierriers à boîte sont utilisés lors de la conquête du Majapahit (1336-1350). La maîtrise de leur réalisation avait été acquise lors de l’invasion mongole de 1293. Appelé cetbang, la version javanaise du pierrier à boîte est utilisée fixe ou montée sur pivot, et arme les navires de la marine Majapahit. Le mode de combat naval prédominant consistant à réunir des soldats munis d’armes de mêlée sur une plate-forme surélevée du navire — nommée balai — tout en tentant d’aborder le navire ennemi, l’utilisation de pierriers chargés à mitraille s’avère particulièrement efficace . 
Les pierriers à boîte sont introduits en Chine et au Japon au XVIe siècle. Selon les sources, cette introduction peut remonter à un naufrage en 1523, ou à la défaite portugaise lors de la bataille de Xicaowan en 1522, où les Chinois capturent des pierriers à boîte. Les pierriers sont par rétro-ingénierie et baptisés 佛朗机炮/佛朗機砲 (folangji), «canon Franc». La transmission peut même avoir été antérieure,. 
Au Japon, Ōtomo Sōrin semble avoir été le premier utilisateur de pierriers à boîte, peut-être dès 1551. En 1561, les Portugais, alliés avec lui lors du siège de Moji, bombardent les positions ennemies avec des pierriers à boîte. Plus tard, lors de la bataille de Takajō en 1587, Ōtomo Sōrin utilise deux pierriers à boîte qu’il s’est procuré auprès des Portugais, et les surnomme Destructeurs de provinces (国崩し, Kunikuzushi). 
Vers la fin de la dynastie Ming, à partir du milieu du XVIe siècle, le pierrier à boîte est type d'artillerie le plus courant et le plus utilisé. De nombreuses versions en sont produites, et se retrouvent dans de nombreux conflits, comme la guerre d'Imjin. Des tentatives de production de pierriers à boîte de gros calibre sont même effectuées jusqu’à l’introduction de l’artillerie lourde par les Hollandais au XVIIe siècle. 
Les pierriers à boîte ont été largement utilisés en Asie du Sud-Est dès le XVIe siècle, probablement dès avant l'arrivée des Portugais et des Espagnols, et ont continué à être utilisées jusqu'au XXe siècle . Lors de la guerre américano-philippine, en 1904, les Américains ont affronté des Moros équipés pierriers à boîte. 
Des pierriers à boîte à canon rayé, fabriqués aux États-Unis à la fin du XIXe siècle, ont également été utilisés sur les théâtres d’opération coloniaux, comme à Madagascar.

## Galerie

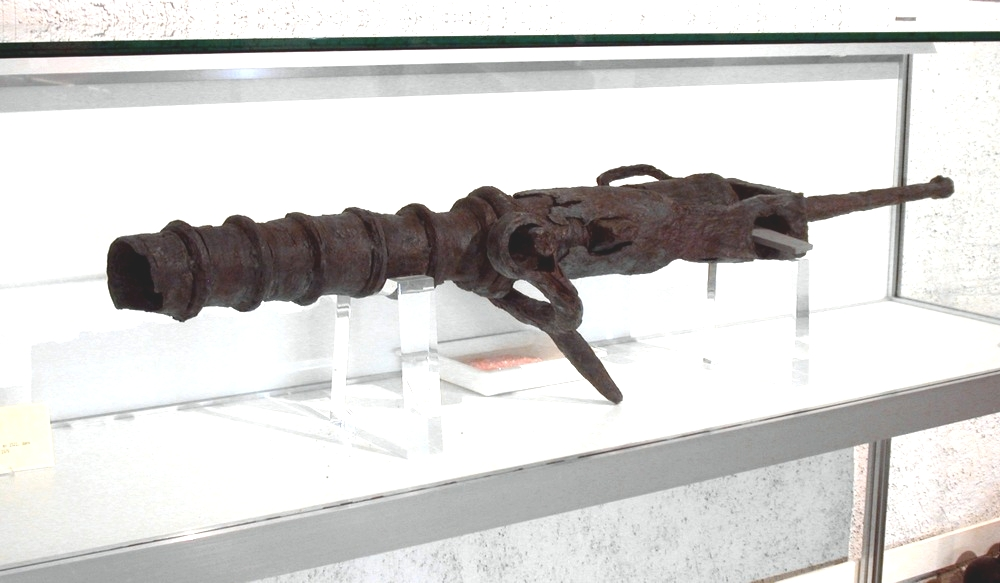
Pierrier à boîte conservé au musée militaire vaudois du Château de Morges.
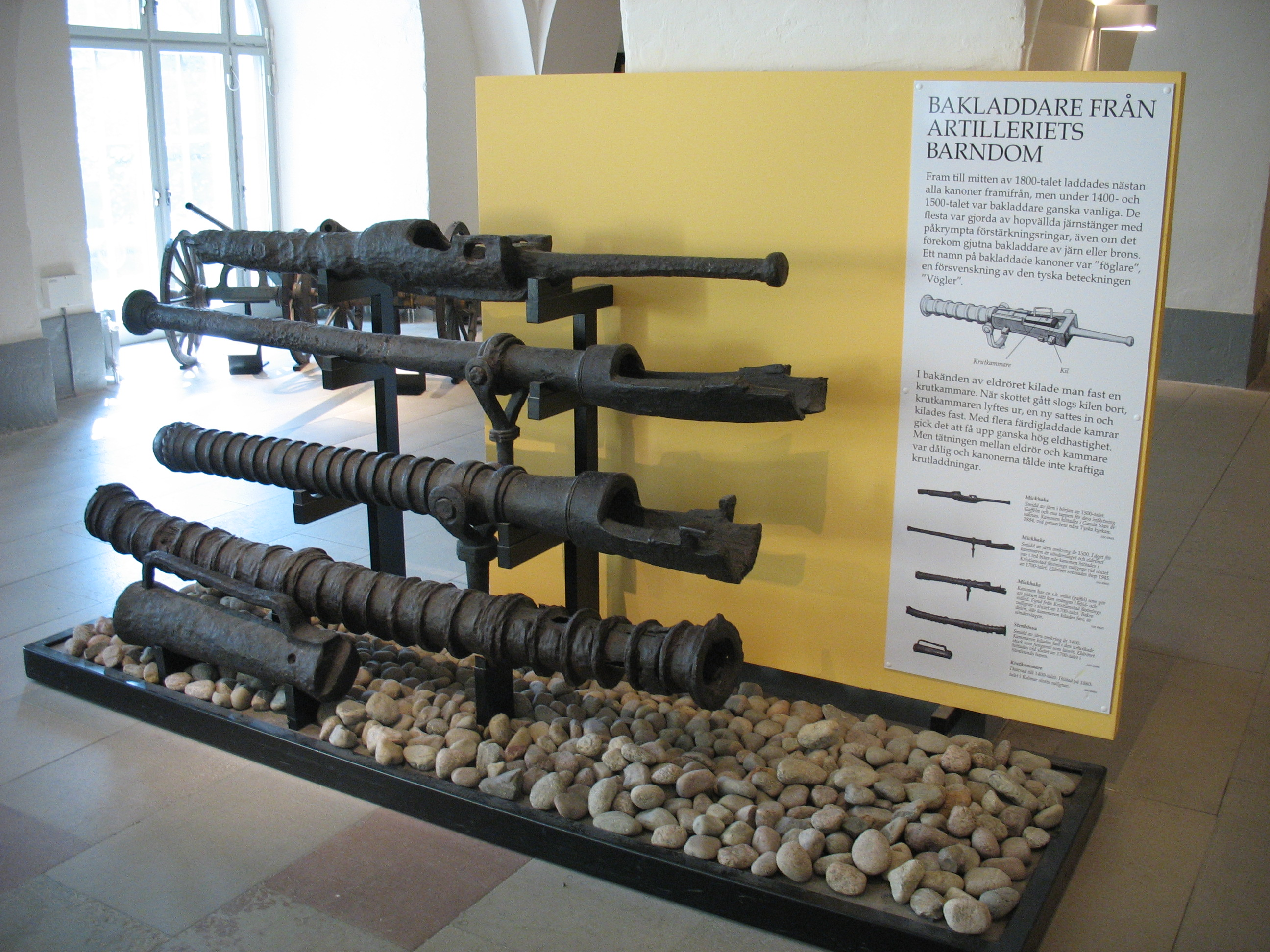
Pierriers à boîte, XVe – XVIe siècle, musée de l'armée de Stockholm.
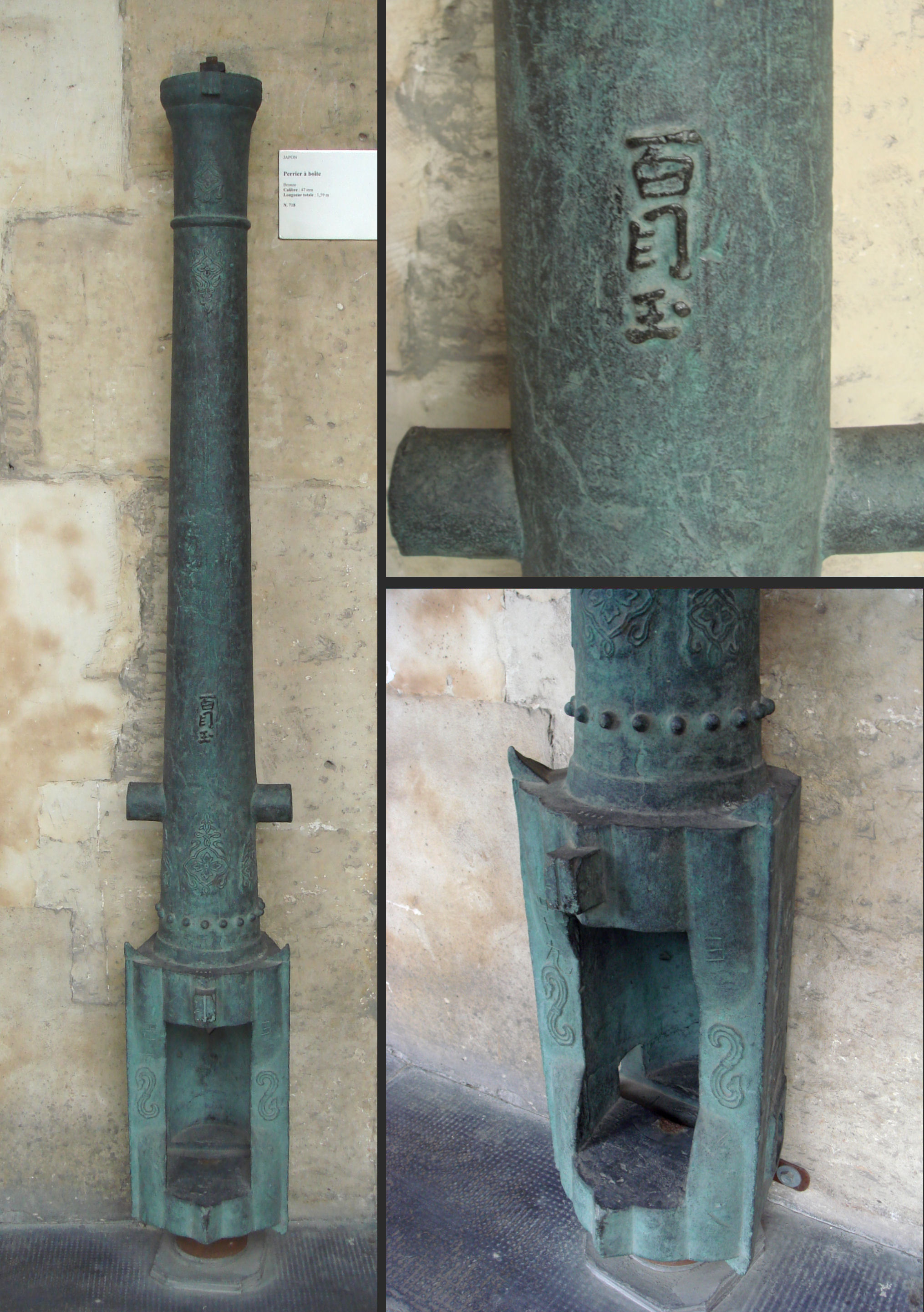
Pierrier à boîte japonais conservé au musée de l’armée de Paris (Calibre 47 mm, longueur 1,6 m).
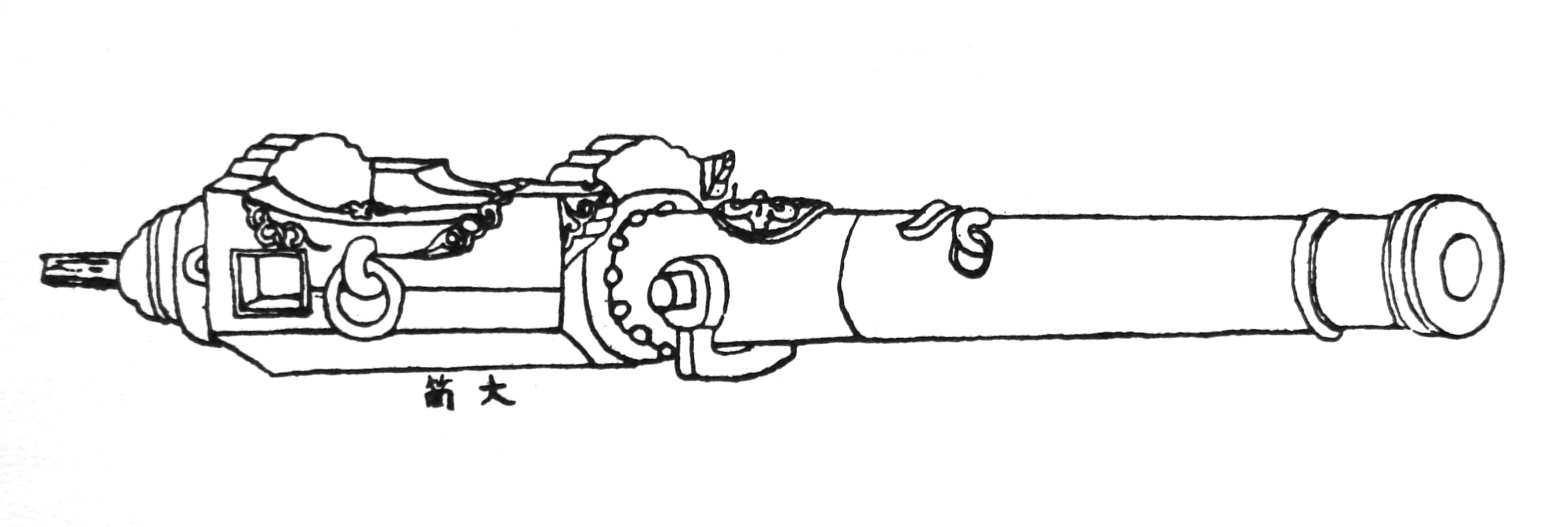
«Gros tube» (大筒, Ōzutsu?), pierrier à boîte japonais du XVIe siècle.
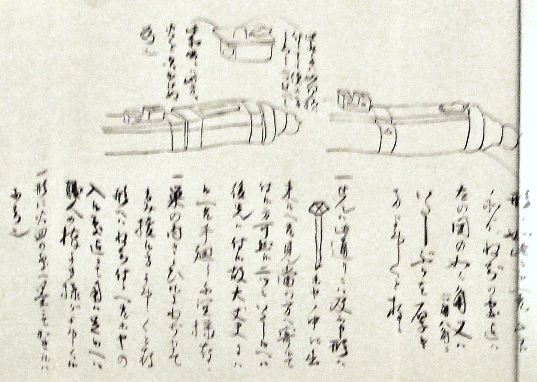
Description japonaise du mécanisme du pierrier à boîte, XVIe siècle.
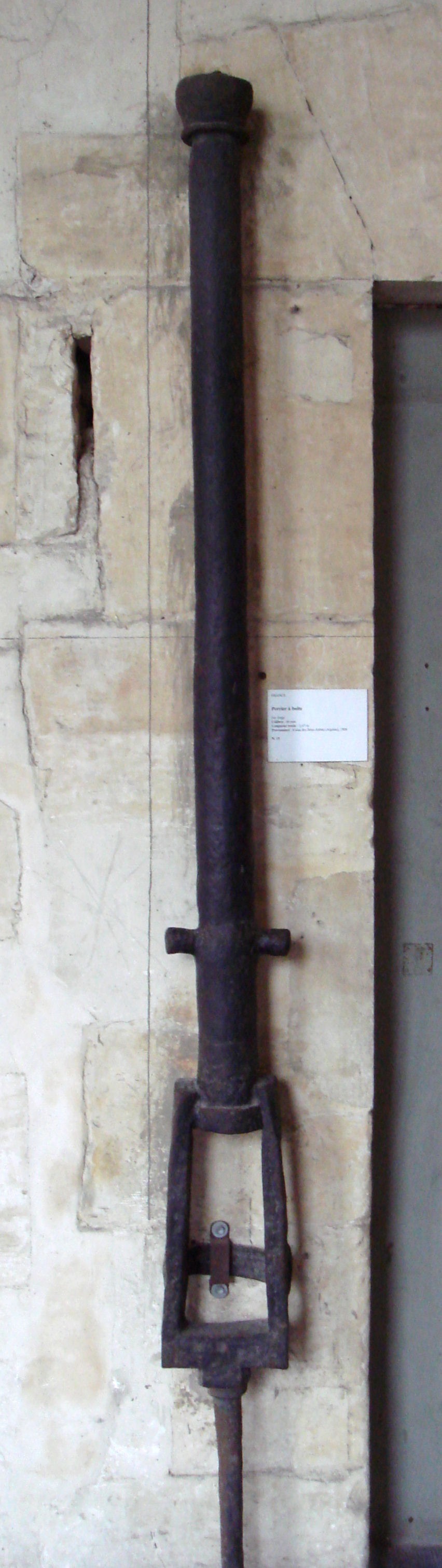
Pierrier à boîte, Algérie, 1906. Cal. 60 mm, longueur 247 cm.
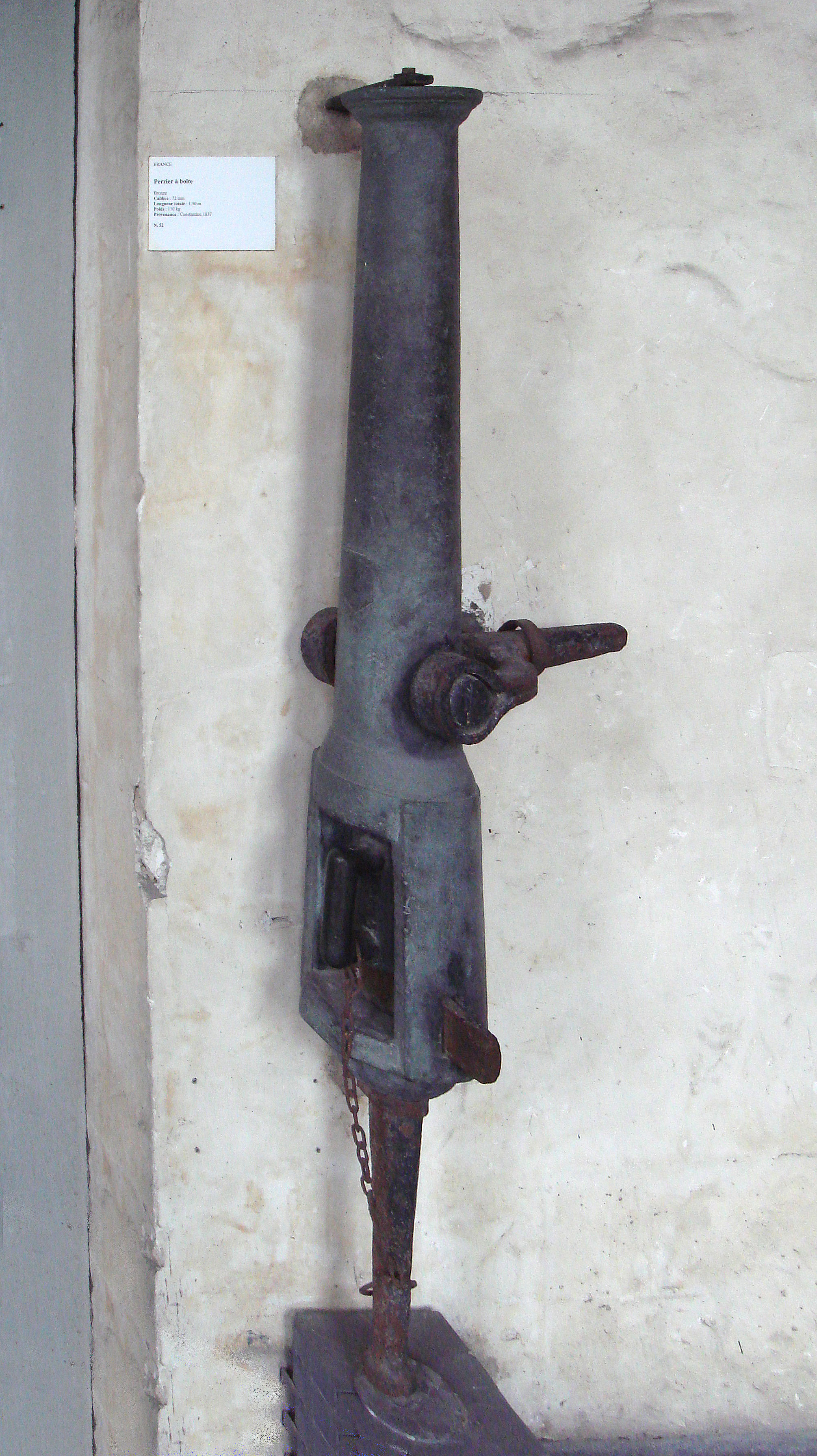
Pierrier à boîte saisi par la France à Constantine en 1837 ; calibre 72 mm, longueur 140 cm, poids 110 kg.
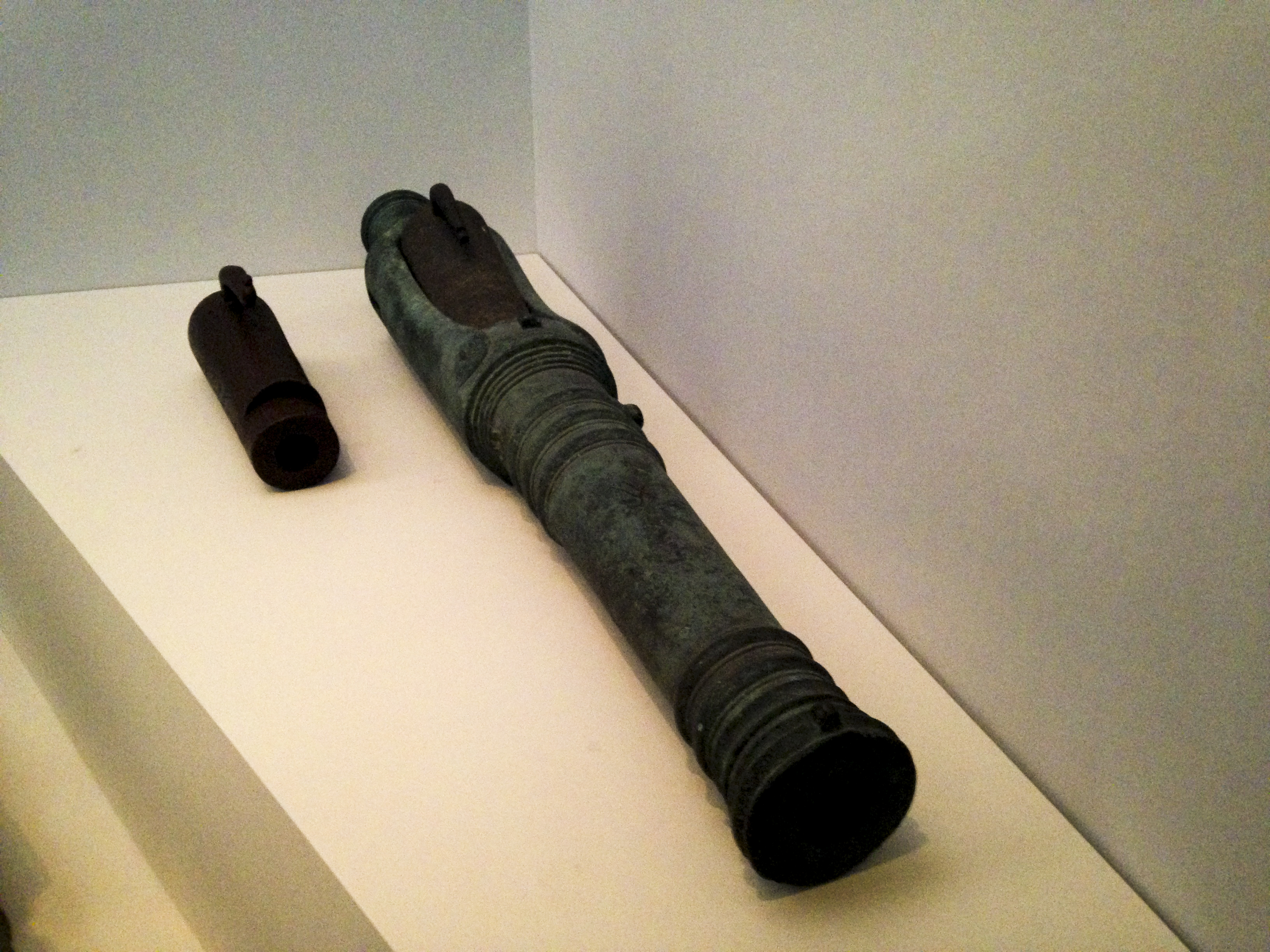
Pierrier à boîte coréen, avec une chambre.
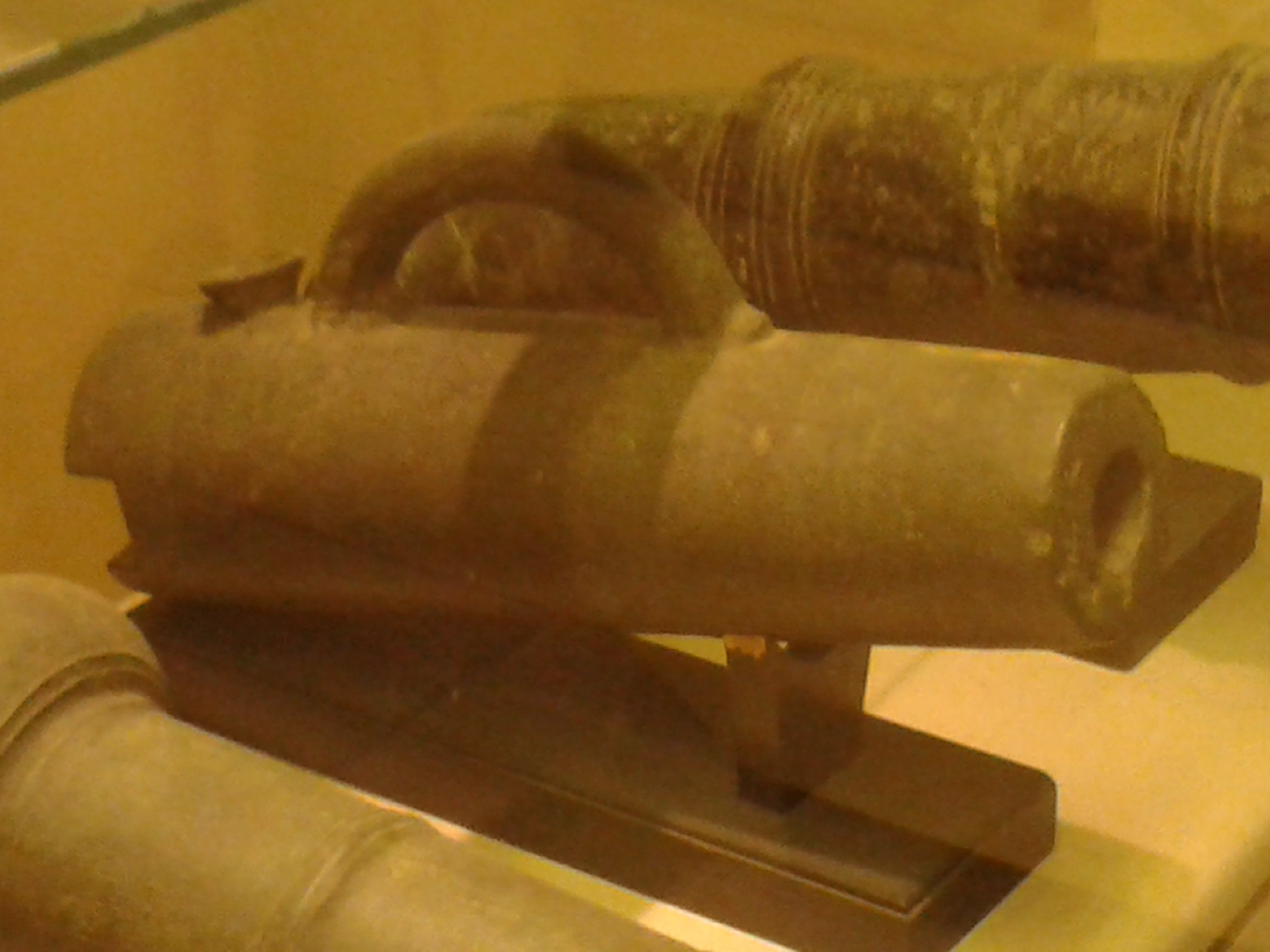
Chambre de pierrier à boîte vietnamien, XVIIe siècle